# A Story of Healing
A Story of Healing é um filme-documentário em curta-metragem estadunidense de 1997 dirigido e escrito por Donna Dewey. Venceu o Oscar de melhor documentário de curta-metragem na edição de 1998.